# VillaBanks
VillaBanks, pseudonimo di Vieri Igor Traxler (Ravenna, 17 agosto 2000), è un rapper italiano.

## Biografia
Nato a Ravenna, a causa del lavoro del padre ha trascorso la giovinezza traslocando più volte, tra la Svizzera, la Francia, Firenze (dove si è diplomato presso il liceo francese "Victor Hugo") e Milano; per un breve periodo ha vissuto anche a New York. All'età di sei anni ha iniziato a suonare il sassofono, strumento che ha abbandonato quando si è appassionato alla musica rap all'età di quindici anni.
Nel 2019 ha autopubblicato l'album di debutto Non lo so, certificato disco d'oro nel 2023. Una delle tracce, Candy, è diventata virale e ha marcato il suo primo ingresso nella classifica italiana, dove ha raggiunto il 79º posto. È stata certificata disco di platino dalla Federazione Industria Musicale Italiana con oltre 70 000 unità vendute a livello nazionale. Grazie al successo ottenuto, nell'aprile del 2020 il rapper ha firmato il suo primo contratto discografico con la Virgin Records, parte del gruppo della Universal Music Italia, su cui ha ripubblicato il secondo album Quanto manca. El puto mundo, il terzo album, è uscito nel settembre successivo e ha prodotto un'altra hit disco di platino, Pasticche.
Nel corso del 2021 VillaBanks ha collaborato con vari colleghi su tracce per i loro album, fra cui Madame (Mood), TY1 (Squali), Briga (Colpa dell'alcool) e Alfa (Sold out). Il suo quarto album, Filtri, è uscito nel maggio dello stesso anno ed è stato ristampato come Filtri + nudo due mesi dopo. Ha raggiunto l'8ª posizione della Classifica FIMI Album, diventando la sua prima top ten, ed è stato certificato disco d'oro con oltre 25 000 unità vendute. Nel novembre successivo ha realizzato i suoi primi concerti come solista a Milano e Roma. Il 10 gennaio 2025 è uscito il suo settimo album in studio Quanto manca 2.

## Discografia
- 2019 – Non lo so
- 2020 – Quanto manca
- 2020 – El puto mundo
- 2021 – Filtri
- 2022 – Sex Festival
- 2023 – VillaBanks
- 2025 – Quanto manca 2